# Kara Mustafa

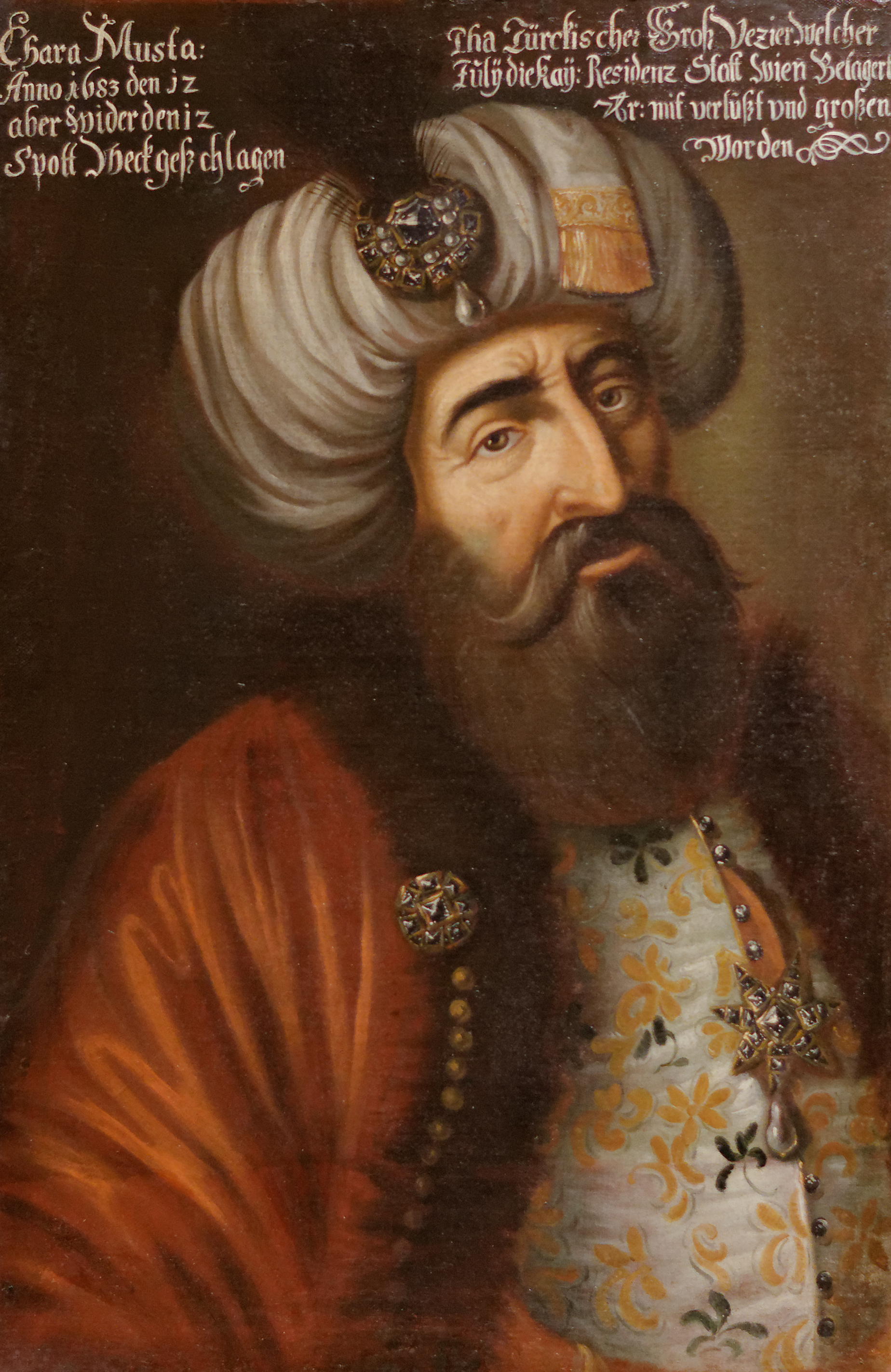
Kara Mustafa

Merzifonlu Kara Mustafa Pasha (nabij Merzifon, ca. 1634 - Belgrado, 25 december 1683) was een Ottomaans veldheer en grootvizier onder sultan Mehmet IV. Hij speelde een sleutelrol bij het beleg van Wenen in 1683.
Dit beleg werd door de Turken verloren, waar de sultan hem voor verantwoordelijk hield. Ruim drie maanden na de nederlaag tegen Jan Sobieski op 12 september 1683 werd hij ter dood gebracht.